# Wydział Wychowania Fizycznego Akademii Wychowania Fizycznego Józefa Piłsudskiego w Warszawie
Wydział Wychowania Fizycznego Akademii Wychowania Fizycznego Józefa Piłsudskiego w Warszawie – jeden z trzech wydziałów Akademii Wychowania Fizycznego Józefa Piłsudskiego w Warszawie. Jego siedziba znajduje się przy ul. Marymonckiej 34 w Warszawie.
Wydział posiada uprawnienia do nadawania stopnia naukowego doktora w dyscyplinie nauki o kulturze fizycznej oraz uprawnienia do nadawania stopnia naukowego doktora habilitowanego w dyscyplinie nauki o kulturze fizycznej.

## Struktura
- Katedra Nauk Humanistycznych i Społecznych
- Katedra Nauk Biomedycznych
- Katedra Sportu[3]

## Kierunki studiów
- wychowanie fizyczne
- sport

## Władze
- Dziekan: dr hab. Krzysztof Perkowski
- Prodziekan ds. studenckich i sportu akademickiego: dr Przemysław Zybko
- Prodziekan ds. kierunków wychowanie fizyczne i sport: dr Edyta Sienkiewicz-Dianzenza
- Prodziekan ds. kierunku turystyka i rekreacja: dr Anetta Majchrzak-Jaszczyk
- Prodziekan ds. ogólnych: dr Michał Staniszewski[4]

### Poczet dziekanów[5]
- 1949-1950 prof. dr Zygmunt Gilewicz
- 1950-1956 dr Stanisław Borowiec
- 1956-1959 z-ca prof. Edmund Kosman
- 1960-1964 prof. dr Wanda Czarnocka-Karpińska
- 1964-1969 doc. dr Roman Trześniowski
- 1969-1971 doc. dr hab. Irena Rogalska-Ottowicz
- 1971-1975 doc. dr hab. Zygmunt Bielczyk
- 1975-1977 doc. dr hab. med. Andrzej Zbrodowski
- 1977-1980 doc. dr hab. Ireneusz Malarecki
- 1980/1981 doc. dr Ryszard Przewęda
- 1981-1984 doc. dr hab. Zofia Żukowska
- 1984-1987 doc. dr hab. Teresa Wolańska
- 1987-1990 doc. dr hab. Tadeusz Maszczak
- 1990-1993 prof. dr hab. Antoni K. Gajewski
- 1993-1996 prof. dr hab. Ireneusz Malarecki
- 1996-2002 dr hab. Jacek Zieliński prof. AWF
- 2002-2005 dr hab. Czesław Urbanik prof. AWF
- 2005-2008 dr hab. Jerzy Nowocień prof. AWF
- 2008-2012 dr hab. Henryk Norkowski prof. AWF
- 2012-2016 dr hab. Jerzy Nowocień prof. AWF